# PGC 2179099
LEDA/PGC 2179099 ist eine Spiralgalaxie im Sternbild Perseus am Nordsternhimmel. Sie ist schätzungsweise 831 Millionen Lichtjahre von der Milchstraße entfernt und hat einen Durchmesser von etwa 160.000 Lichtjahren. Vom Sonnensystem aus entfernt sich das Objekt mit einer errechneten Radialgeschwindigkeit von näherungsweise 18.500 Kilometern pro Sekunde.

## Galaktisches Umfeld
| Nr. | Galaxie          | Alternativname          | Rek          | Dek          | Distanz/asec |
| --- | ---------------- | ----------------------- | ------------ | ------------ | ------------ |
|     | LEDA/PGC 2179099 | 2MASX J02414748+4118450 | 02h41m47.50s | +41d18m45.3s | 0            |
| 1   | LEDA/PGC 2179615 | 2MASX J02420038+4120336 | 02h42m00.40s | +41d20m33.9s | 182.25       |
| 2   | LEDA/PGC 2179906 | 2MASX J02415984+4121396 | 02h41m59.84s | +41d21m39.6s | 222.41       |
| 3   | LEDA/PGC 10164   | CGCG 539-075            | 02h40m54.75s | +41d13m39.4s | 668.36       |
| 4   | LEDA/PGC 2180233 | 2MASX J02405010+4122503 | 02h40m50.11s | +41d22m50.7s | 691.60       |
| 5   | LEDA/PGC 2180784 | 2MASX J02404011+4125009 | 02h40m40.12s | +41d25m01.1s | 845.82       |